# Alessia Marcuzzi
Alessia Marcuzzi (n. 11 noiembrie 1972, Roma, Italia) este o gazdă și actriță de televiziune italiană.

## Biografie
Născută la Roma, din tatăl Eugenio, din Trieste, și din mama Antonietta din Roseto Valfortore, în provincia Foggia, a debutat la Telemontecarlo găzduind Attenti al dettaglio și apoi Qui si gioca, cu José Altafini, în 1991-1992.

## Carieră
În 2002 și 2003 a prezentat premiile Telegatto și, tot în 2003, Gala della pubblicità, cu Heidi Klum; ambele evenimente au fost difuzate de Canale 5. În toamna anului 2003 a găzduit emisiunea de caritate La fabbrica del sorriso, cu Gerry Scotti, Claudio Bisio și Michelle Hunziker. În aceiași ani a câștigat Premio Flaiano și un alt Oscar Tv pentru Le iene.
După ce a găzduit o ediție a lui Scherzi a parte în 2005, cu Diego Abatantuono și Massimo Boldi, în 2006 a înlocuit-o pe Barbara d'Urso prezentând versiunea italiană a Big Brother, Grande Fratello, pe care ea încă o găzduiește.
Din 2004 până în 2006, a fost protagonista serialului de televiziune Carabinieri, în timp ce în 2007 a jucat în Il giudice Mastrangelo 2. A jucat și în filmul TV Un amore di strega, alături de Pietro Sermonti, partenerul ei în 2009, și în sitcom-ul. Così fan tutte, cu Debora Villa. Palmaresul ei cuprinde, de asemenea, spectacole în diverse filme și televiziune, cu roluri principale în lungmetrajul lui Leonardo Pieraccioni din 1998 Il mio West, precum și în emisiunile TV, Tequila and Bonetti (2000) și Carabinieri.

## Viață personală
Alessia are un fiu, Tommaso (născut la 29 aprilie 2001), cu Simone Inzaghi, un fost fotbalist italian (relația s-a încheiat în 2004) și o fiică, Mia (născută la 4 septembrie 2011), cu gazda de televiziune și cântărețul Francesco Facchinetti (relația s-a încheiat în 2004). în octombrie 2012). S-a căsătorit cu Paolo Calabresi Marconi în decembrie 2014.

## Filmografie
| An        | Titlu                                 | Rol                   | Note                                         |
| --------- | ------------------------------------- | --------------------- | -------------------------------------------- |
| 1992      | Amici mostri                          | Ea însăși/Co-gazdă    | Emisiune pentru copii (sezonul 1)            |
| 1992–1993 | Novantatré                            | Ea însăși/Co-gazdă    | Game show                                    |
| 1994      | El gran juego de la oca               | Ea însăși/Co-gazdă    | Game show (sezonul 2)                        |
| 1994      | Chicken Park                          | Asistent de zbor      |                                              |
| 1994      | Tra noi due tutto è finito            | Andrea                |                                              |
| 1995–1997 | Colpo di fulmine                      | Ea însăși / Gazdă     | Reality show (sezoanele 1–2)                 |
| 1996–2000 | Festivalbar                           | Ea însăși/Co-gazdă    | Concurs anual de muzică                      |
| 1997–1998 | 8 mm - Prime Time                     | Ea însăși/Co-gazdă    | Docu-realitate                               |
| 1997–1998 | Fuego                                 | Ea însăși / Gazdă     | Emisiune de soiuri (sezonul 1)               |
| 1997–2000 | Mai dire Gol                          | Ea însăși / Co-gazdă  | Program sportiv (sezoanele 7–10)             |
| 1998      | Răzbunarea Gunslingerului             | Maria                 |                                              |
| 1999      | Toți bărbații idioți                  | Ventilator #1         |                                              |
| 2000      | DopoFestival                          | Ea însăși / Gazdă     | Festivalul de muzică de la Sanremo aftershow |
| 2000      | Macchemù                              | Ea însăși / Gazdă     | Program muzical (numai episodul pilot)       |
| 2000      | Dinozaur                              | Neera (voce)          |                                              |
| 2000      | Tequila și Bonetti                    | Det. Fabiana Sasso    | Rolul principal                              |
| 2001      | Le Iene                               | Ea însăși / Gazdă     | Program de informare (sezoanele 5–9, 22–24)  |
| 2002–2003 | Telegatto                             | Ea însăși / Gazdă     | Cerimonie anuală                             |
| 2004      | Mai dire Iene                         | Ea însăși / Gazdă     | Parodie din Le Iene                          |
| 2004–2006 | Carabinieri                           | Andrea Sepi           | Rolul principal (sezoanele 3–5)              |
| 2005      | Scherzi a parte                       | Ea însăși / Gazdă     | Farsă spectacol cu camera foto (sezonul 9)   |
| 2006–2015 | Grande Fratello                       | Ea însăși / Gazdă     | Reality show (sezoanele 6–14)                |
| 2007      | Il giudice Mastrangelo                | Claudia Nicolai       | 4 episoade                                   |
| 2009      | Un amore di strega                    | Carlotta              |                                              |
| 2009–2012 | Così fan tutte                        | Alessia / Diverse     | Schetch comedie; rolul principal             |
| 2013      | Stil la modă                          | Ea însăși / Judecător | Emisiunea de talente                         |
| 2013–2014 | Extreme Makeover: Home Edition Italia | Ea însăși / Gazdă     | Reality show                                 |
| 2013–2018 | Festivalul de vară Coca-Cola          | Ea însăși / Gazdă     | Eveniment muzical anual                      |
| 2015–2019 | L'isola dei famosi                    | Ea însăși / Gazdă     | Reality show (sezoanele 10–14)               |
| 2016      | Berze                                 | Lalea (voce)          |                                              |
| 2019      | Temptation Island VIP                 | Ea însăși / Gazdă     | Reality show (sezonul 2)                     |
| 2020      | Amici di Maria De Filippi             | Ea însăși / Judecător | Emisiunea de talente (sezonul 19)            |
| 2021      | Temptation Island                     | Ea însăși / Gazdă     | Reality show (sezonul 9)                     |